# BOHD (药物)
BOHD（4-甲基-2,5-二甲氧基-β-羟基苯乙胺）是一种致幻剂，分子式C11H17NO3，可看做2C-D的β-羟基衍生物。